# Associazione Sportiva Fidelis Andria 1994-1995
Questa voce raccoglie le informazioni riguardanti l'Associazione Sportiva Fidelis Andria nelle competizioni ufficiali della stagione 1994-1995.

## Stagione
Nella stagione 1994-1995 la Fidelis Andria affidata all'allenatore Gianfranco Bellotto disputa il suo terzo campionato di Serie B, vi raccoglie 44 punti con il quattordicesimo posto in classifica, ottenendo ancora di restare in Serie B per un'altra stagione. Per la prima volta nella storia del calcio italiano, la Serie A e la Serie B assegnano tre punti alla vittoria, infatti i 44 punti dei pugliesi sono il frutto di 8 vittorie pagate tre punti, di 20 pareggi e di 10 sconfitte. La partenza dei biancoazzurri è stata splendida, al termine del girone di andata erano infatti terzi in classifica con 29 punti, alle spalle di Piacenza ed Udinese, poi un vistoso calo nel girone di ritorno, con solo 15 punti raccolti, ha costretto a tirare i remi in barca, accontentandosi di una tranquilla salvezza. Miglior marcatore stagionale è stato Nicola Amoruso arrivato dalla Sampdoria, autore di 15 reti in campionato. In Coppa Italia la Fidelis Andria elimina nel primo turno la Salernitana, poi nel doppio confronto del secondo turno esce dal Torneo per mano del Napoli.

## Rosa

L'attaccante Nicola Amoruso, 15 gol nella sua unica stagione ad Andria.

| N. |                   | Ruolo | Calciatore                 |
| -- | ----------------- | ----- | -------------------------- |
|    | Italia (bandiera) | P     | Beniamino Abate            |
|    | Italia (bandiera) | A     | Nicola Amoruso             |
|    | Italia (bandiera) | C     | Roberto Cappellacci        |
|    | Italia (bandiera) | A     | Francesco Caruso           |
|    | Italia (bandiera) | A     | Luca Falanga               |
|    | Italia (bandiera) | D     | Silvio Vittorio Giampietro |
|    | Italia (bandiera) | A     | Giovanni Ianuale           |
|    | Italia (bandiera) | D     | Maurizio Lizzani           |
|    | Italia (bandiera) | C     | Pasquale Logiudice         |
|    | Italia (bandiera) | D     | Giuseppe Luceri            |
|    | Italia (bandiera) | C     | Alessandro Manni           |
|    | Italia (bandiera) | C     | Filippo Masolini           |

| N. |                   | Ruolo | Calciatore         |
| -- | ----------------- | ----- | ------------------ |
|    | Italia (bandiera) | A     | Frederic Massara   |
|    | Italia (bandiera) | C     | Marco Mazzoli      |
|    | Italia (bandiera) | A     | Alessandro Morello |
|    | Italia (bandiera) | C     | Damiano Moscardi   |
|    | Italia (bandiera) | D     | Vincenzo Pandullo  |
|    | Italia (bandiera) | C     | Daniele Pasa       |
|    | Italia (bandiera) | P     | Andrea Pierobon    |
|    | Italia (bandiera) | C     | Willy Pittana      |
|    | Italia (bandiera) | C     | Raffaele Quaranta  |
|    | Italia (bandiera) | C     | Vincenzo Riccio    |
|    | Italia (bandiera) | A     | Marco Salerno      |
|    | Italia (bandiera) | D     | Fabio Rossi        |

## Risultati

### Serie B

#### Girone di andata
| Arbitro: | De Prisco (Nocera Inferiore) |

|             |           |              |
| Iachini 39’ | Marcatori | 42’ Pandullo |

| Arbitro: | Bonfrisco (Monza) |

|            |           |           |
| Caruso 35’ | Marcatori | 7’ Hubner |

| Arbitro: | De Santis (Tivoli) |

|                    |           |                     |
| Ianuale 82’ (aut.) | Marcatori | 37’, 45’ N. Amoruso |

| Arbitro: | Pacifici (Roma) |

|                                        |           |                 |
| N. Amoruso 43’, 75’ Marcato 55’ (aut.) | Marcatori | 33’ Menolascina |

| Arbitro: | Nicchi (Arezzo) |

|                            |           |  |
| Gasparini 69’ Di Carlo 82’ | Marcatori |  |

| Arbitro: | Dinelli (Lucca) |

|                                          |           |  |
| Massara 12’ Pasa 16’ N. Amoruso 65’, 72’ | Marcatori |  |

| Perugia 16 ottobre 1994 7ª giornata | Perugia         | 0 – 0 | Fidelis Andria | Stadio Renato Curi\| Arbitro: \| Treossi (Forlì) \| |
| Arbitro:                            | Treossi (Forlì) |       |                |                                                     |

| Arbitro: | Collina (Viareggio) |

|             |           |              |
| Ianuale 79’ | Marcatori | 67’ Grimaudo |

| Arbitro: | Tombolini (Ancona) |

|                                    |           |                |
| Moretti 16’ Turrini 57’ Papais 73’ | Marcatori | 48’ N. Amoruso |

| Arbitro: | Bolognino (Milano) |

|           |           |  |
| Luiso 72’ | Marcatori |  |

| Arbitro: | Cesari (Genova) |

|          |           |  |
| Pasa 66’ | Marcatori |  |

| Arbitro: | Pacifici (Roma) |

|  |           |                       |
|  | Marcatori | 86’ (rig.) N. Amoruso |

| Andria 4 dicembre 1994 13ª giornata | Fidelis Andria               | 0 – 0 | Atalanta | Stadio degli Ulivi\| Arbitro: \| De Prisco (Nocera Inferiore) \| |
| Arbitro:                            | De Prisco (Nocera Inferiore) |       |          |                                                                  |

| Cosenza 11 dicembre 1994 14ª giornata | Cosenza             | 0 – 0 | Fidelis Andria | Stadio San Vito\| Arbitro: \| Borriello (Mantova) \| |
| Arbitro:                              | Borriello (Mantova) |       |                |                                                      |

| Arbitro: | Quartuccio (Torre Annunziata) |

|            |           |  |
| Caruso 90’ | Marcatori |  |

| Acireale 23 dicembre 1994 16ª giornata | Acireale        | 0 – 0 | Fidelis Andria | Stadio Tupparello\| Arbitro: \| Gronda (Genova) \| |
| Arbitro:                               | Gronda (Genova) |       |                |                                                    |

| Arbitro: | Rodomonti (Teramo) |

|                                    |           |           |
| N. Amoruso 3’, 41’ Cappellacci 26’ | Marcatori | 22’ Tosto |

| Arbitro: | Tombolini (Ancona) |

|           |           |                |
| Vieri 50’ | Marcatori | 5’ Cappellacci |

| Arbitro: | Amendolia (Messina) |

|             |           |                                    |
| Pandullo 6’ | Marcatori | 4’ Pizzi 27’ Desideri 42’ P. Poggi |

#### Girone di ritorno
| Arbitro: | Arena (Ercolano) |

|             |           |               |
| Lizzani 51’ | Marcatori | 19’ Maiellaro |

| Arbitro: | Lana (Torino) |

|                                   |           |  |
| Hubner 2’, 74’ Scarafoni 52’, 60’ | Marcatori |  |

| Andria 19 febbraio 1995 22ª giornata | Fidelis Andria       | 0 – 0 | Chievo | Stadio degli Ulivi\| Arbitro: \| D. Messina (Bergamo) \| |
| Arbitro:                             | D. Messina (Bergamo) |       |        |                                                          |

| Ascoli Piceno 26 febbraio 1995 23ª giornata | Ascoli               | 0 – 0 | Fidelis Andria | Stadio Cino e Lillo Del Duca\| Arbitro: \| Farina (Novi Ligure) \| |
| Arbitro:                                    | Farina (Novi Ligure) |       |                |                                                                    |

| Arbitro: | Boggi (Salerno) |

|               |           |               |
| N. Amoruso 3’ | Marcatori | 5’ Lombardini |

| Arbitro: | Quartuccio (Torre Annunziata) |

|                       |           |  |
| Galia 37’ Dionigi 55’ | Marcatori |  |

| Arbitro: | Racalbuto (Gallarate) |

|             |           |            |
| Morello 36’ | Marcatori | 46’ Pagano |

| Arbitro: | Amendolia (Messina) |

|            |           |  |
| Strada 24’ | Marcatori |  |

| Arbitro: | Trentalange (Torino) |

|              |           |            |
| Masolini 22’ | Marcatori | 7’ Moretti |

| Arbitro: | Borriello (Mantova) |

|                                   |           |                        |
| Massara 27’ N. Amoruso 90’ (rig.) | Marcatori | 13’, 48’ Di Giannatale |

| Verona 15 aprile 1995 30ª giornata | Verona             | 0 – 0 | Fidelis Andria | Stadio Marcantonio Bentegodi\| Arbitro: \| De Santis (Tivoli) \| |
| Arbitro:                           | De Santis (Tivoli) |       |                |                                                                  |

| Arbitro: | Lana (Torino) |

|             |           |  |
| Mazzoli 67’ | Marcatori |  |

| Arbitro: | Rosica (Roma) |

|                                  |           |              |
| Saurini 11’ (rig.) Locatelli 85’ | Marcatori | 76’ Quaranta |

| Arbitro: | Gronda (Genova) |

|                |           |               |
| N. Amoruso 13’ | Marcatori | 20’ Buonocore |

| Arbitro: | Braschi (Prato) |

|                                |           |             |
| Pierobon 18’ (aut.) Caccia 37’ | Marcatori | 24’ Mazzoli |

| Andria 21 maggio 1995 35ª giornata | Fidelis Andria      | 0 – 0 | Acireale | Stadio degli Ulivi\| Arbitro: \| Borriello (Mantova) \| |
| Arbitro:                           | Borriello (Mantova) |       |          |                                                         |

| Arbitro: | Cardona (Milano) |

|                              |           |                             |
| Di Francesco 25’, 59’ (rig.) | Marcatori | 49’ N. Amoruso 57’ Pandullo |

| Arbitro: | Rodomonti (Teramo) |

|                            |           |                         |
| Massara 62’ N. Amoruso 90’ | Marcatori | 54’ Nardini 83’ Cerbone |

| Arbitro: | D. Messina (Bergamo) |

|                                               |           |             |
| P. Poggi 24’ Ametrano 79’ (rig.) Desideri 83’ | Marcatori | 49’ Falanga |

### Coppa Italia

#### Turni preliminari
| Arbitro: | Bolognino (Milano) |

|  |           |            |
|  | Marcatori | 62’ Caruso |

| Arbitro: | Cardona (Milano) |

|                                            |           |                             |
| Pari 32’ Giampietro 52’ (aut.) Pecchia 63’ | Marcatori | 80’, 84’ (rig.) Cappellacci |

| Arbitro: | Braschi (Prato) |

|                   |           |                       |
| Massara 4’ (rig.) | Marcatori | 80’ (rig.) B. Carbone |